# وایزماین
شهر وایزماین (به آلمانی: Weismain) در ایالت بایرن در کشور آلمان واقع شده‌است.